# Lluís el Sifoner
Lluís Fornés i Pérez-Costa, plus connu sous son nom de scène Lluís el Sifoner (« Louis le plombier »), né à Pedreguer (province d'Alicante, Espagne) en 1945, est un écrivain et chanteur, surtout connu comme l'un des représentants les plus populaires de la Nova Cançó catalane au Pays valencien durant la période de la transition démocratique.

## Biographie
Lluís Fornés naît en 1945 à Pedreguer (Marina Alta, province d'Alicante). Il est titulaire d'une licence en sciences de l'éducation obtenue à l'université de Valence et travaille pendant plusieurs décennies comme enseignant de valencien,.
Il commence sa carrière de chanteur en 1973 à travers le groupe folklorique Crit i Cant qu'il fonde et dirige dans sa ville natale,,. Après la dissolution de celui-ci il poursuit ses représentations en solo,,. En 1975 il remporte le premier prix au 2e,,, (ou 3e) Festival de la Cançó de Xàtiva, en dépit d'une polémique surgie au sein du jury, certains membres soulignant le caractère trop « festif » de ses prestations, et se fait alors connaître du grand public sous le nom d'« El Sifoner ». Dès lors, il devient une figure du renouveau de la chanson valencienne, en contraposition avec d'autres plus « sérieuses » dans leur engagement et leur revendication représentées par Raimon, chanteur emblématique du mouvement, et multiplie les représentations dans tout le Pays Valencien jusqu'en 1989. Il se fait remarquer par son style décalé, humoristique et parfois irrévérencieux, qui tourne en dérision certains militants de gauche de l'époque. En 1979, il est élu chanteur le plus populaire du Pays valencien par les auditeurs du programme Jove Club de la station Ràdio Popular de Valence. En 1980, il est le seul chanteur valencien à jouer au Festival de Benidorm.
À partir de 1982, avec tout une nouvelle génération de journalistes et écrivains, il contribue à la revue Saó à travers des articles de critique musicale ou théâtrale, ou plus généralement de littérature catalane et occitane, écrits avec Empar Ferrer (es), activité qu'il poursuit ponctuellement jusqu'en 1989. En 1985, il contribue à l'Aiguadolç, revue littéraire publiée par l'Institut d'études comarcales de la Marina Alta.
Durant les années 1980, il est à l'origine de diverses initiatives pour l'enseignement du valencien et fait partie du comité organisateur du premier congrès d'Escola Valenciana (es) en décembre 1993.
En 1990, sa carrière musicale connaît une longue pause en raison du rejet suscité par sa collaboration avec Amadeu Fabregat dans l'élaboration de la dénommée « liste Fabregat (ca) », une liste de 543 mots « interdits » à la RTVV (l'organisation en charge de l'audiovisuel de la Communauté valencienne) car jugés trop « catalans », qui lui vaut de longues et bruyantes huées du public lors d'une série de représentations du spectacle Quart Creixent au Teatre Principal de València (en), qui l'empêchent pratiquement de chanter,,. Cette liste a en effet été accueillie « par la majorité du valencianisme comme un procès en épuration et un appauvrissement linguistique pernicieux pour le valencien ».  Il tente sans succès de se défendre de ces accusations, puis annonce quelques jours plus tard que « el Sifoner ha mort » (« le Plombier est mort ») et met un terme à sa carrière musicale,.
Au cours des années suivantes, il adopte une posture ambigue sur la question du valencien, en admettant l'unité de la langue catalane tout en rejetant une supposée imposition « catalaniste » de la part des secteurs fustériens. Il développe son intérêt autour de la langue occitane déjà manifesté auparavant et devient défenseur du panoccitanisme comme solution au conflit linguistique valencien, en s'opposant au catalanisme politique et culturel,. En 2004, il présente à l'université de Valence une thèse de doctorat en philologie catalane intitulée El pensament panoccitanista (1904-2004) réalisée sous la direction du philologue Emili Casanova (es). Il est également l'organisateur d'évènements occitanistes comme une dictée occitane à Valence en 2010. Il est l'auteur de plusieurs tribunes défendant ces idées dans le journal régional Levante-EMV. 
Sur le plan artistique, il a également travaillé en tant qu'acteur et scénariste pour la télévision et le cinéma,.
En 2007, une exposition lui rend hommage dans sa ville natale. La même année, un curé de la paroisse de Jesús Pobre de Dénia lui interdit de chanter lors d'un mariage d'un couple d'amis car il craint que soient prononcées des paroles offensantes contre la religion,. En novembre 2009, il figure comme parrain lors du premier baptême civil célébré dans la Marina Alta.
Il annonce son retour sur scène en 2014 et sort le nouvel album en direct Cançons al Riurau enregistré avec le groupe musical municipal de La Nucia et mêlant chansons traditionnelles et poésie contemporaine (comme celle de Vicent Andrés Estellés). En décembre de la même année, il joue le même répertoire devant quelques dizaines de personnes à Puçol (Horta Nord).
En mars 2015, sa candidature à l'Académie valencienne de la langue proposée par le Parti populaire (en remplacement de l'historien et héraldiste Pere Maria Orts i Bosch mort le mois précédent) est rejetée en raison de l'opposition du Parti socialiste, qui se justifie en affirmant que le candidat aurait dû être accordé au préalable comme Orts pour respecter le règlement de l'entité,.
En 2016, un opéra consacré au père Pere de Dénia, un franciscain du XVIIe siècle, écrit par Lluís Fornés est représenté à Dénia.
En octobre 2017, il reçoit le prix d'Honor Vila de Pedreguer décerné par sa ville natale.

## Chanson et poésie
La carrière d'El Sifoner commence au début de la Transition démocratique au Pays valencien, une période d'effervescence sociale et intellectuelle, caractérisée par un grand engouement pour l'autonomie politique régionale dans l'opposition antifranquiste. C'est aussi l'époque du « printemps » du journal Las Provincias, qui se fait le porte-parole de ces revendications et met en avant les idées écologistes prônant la sauvegarde du patrimoine environnemental valencien contre la spéculation immobilière et les projets urbanistiques démesurés.
Ses textes reflètent les revendications de l'époque. Ainsi, le paragraphe «Font de la injustícia» (« Source de l'injustice ») de son recueil Els barrancs de les fonts (1977) est précédé d'un paratexte très clair :  « Font de la injustícia que tots coneixen molt bé, però uns des de la tesi i els altres des de l’antítesi » (« Source de l'injustice que tout le monde connaît très bien, mais certains depuis la thèse et d'autres depuis l'antithèse »),. Il fait l'éloge de la lutte armée de gauche dans deux poèmes-pamphlets, HOMENATGES (« Hommages »), qui commencent et terminent ce même paragraphe. Ces textes, en lettres majuscules, sont plus pamphlétaires que littéraires et ont comme acrostiche initial les mots GRAPO FRAP et GRAPO.  Face à la précarité de l’emploi, il écrit : « A Sant Agustí hi ha una concentració hui. Les fàbriques paren, els homes es desesperen. Els amos són els amos. Els treballadors callen i fan. » (« Il y a un rassemblement à Sant Agustí (es) aujourd'hui. Les usines sont à l'arrêt, les hommes désespèrent. Les patrons sont les patrons. Les ouvriers se taisent et agissent. »),.
Dans le même recueil, il ironise sur l'inexistence d'une presse en valencien digne de son nom, à la différence de la Catalogne :
« El present anunci busca diari decent al País Valencià per a ser publicat. Pagaria el que fos. »
« La présente annonce recherche un journal décent au Pays Valencien pour être publié. Je paierais n'importe quoi. »
En tant que chanteur, il adopte un style décrit comme « éminemment populiste » par Miquel Pujadó (es). Il rompt avec l'image circonspecte, irritée et transcendante que les auteurs-compositeurs-interprètes de l'époque avaient transformée en stéréotype. Son premier disque, Tinc un mànec de tres pams i mig (1976), est un recueil de chansons irrévérencieuses, de satires sociales, de « rimes de livret faller avec un ton soutenu de coentor ironique »,  et un humour parfois potache et grivois, bien qu'avec certains passages lyriques.
Dans la chanson «Som la gauche divine» (« Nous sommes la gauche divine »), tirée de ce même album, El Sifoner critique ces milieux urbains héritiers de Mai 68 appartenant à la bourgeoisie valencienne qui, à l'imitation de la gauche divine barcelonaise, avaient comme signes d'identité, face au « peuple » la vie sociale nocturne, une culture élitiste, et qui peu à peu formeraient les futurs cercles de pouvoir de la Valence des débuts de la démocratie  :
« Som la Gauche divine.

Ens agrada, finament, beure whisky amb Coca Cola,

i freqüentar les boutiques para estar más a la moda

I els films en super 8 ens produïxen Satisfactions

sobre tot si són d'amics who have past summer in London.

Som la Gauche Divine.

Ens coneguem tota l'obra de Marx de Proust i alguns altres

i, secretament, llegim obres que m'han dit que calle.

I en música preferim, al Raimon i a la Bonet,

al Quico i, com no, a l'Ovidi,

al Llach i al Sifoner. »
« Nous sommes la gauche divine.

Nous aimons, finement, boire du whisky avec du Coca Cola,

et fréquenter les boutiques pour être plus à la mode

Et les films en super 8 nous donnent satisfaction

surtout s'ils sont ceux d'amis qui ont passé l'été à Londres.

Nous sommes la Gauche Divine.

Nous connaissons toute l’œuvre de Marx, de Proust et de quelques autres et, en cachette, nous lisons des ouvrages dont on m’a dit de ne pas parler.

Et en musique, nous préférons Raimon et Bonet, Quico (es) et, bien entendu, Ovidi, Llach et El Sifoner.  »
Dans son second album, La mare que els ha parit (« La mère qui les a mis au monde », interjection populaire très usitée en valencien), paru en 1978, le ton critique s'accentue. L'année suivante sort A,e,è,i,o,ò,u, album destiné aux enfants qui est accueilli très positivement. En 1980, l'album Lluís el Sifoner est marqué par son ton sérieux et revendicatif. L'album contient une chanson alguéroise (dialecte catalan parlé en Sardaigne) et des adapations de poètes valenciens dont Vicent Andrés Estellés.
En 1981 paraît Som (« Nous sommes »), enregistré en direct le 25 avril de la même année lors d'un aplec (rassemblement nationaliste) célébré aux arènes de Xativa, dont les 11 titres sont ouvertement revendicatifs, avec un ton nationaliste et anti-blavériste. En 1982 paraît le maxi Calla, dimoni! (« Tais-toi, démon ! »), où il retrouve le ton plus léger de son premier disque.
À son sujet, Joan Fuster a écrit[Quand ?] que « Lluís est l'un des rares à ne pas avoir abandonné la chanson militante ».

## Discographie
- 1976 : Tinc un mànec de tres pams i mig[2]
- 1978 : La mare que els ha parit[2]
- 1979 : Lluís el Sifoner canta: a, e, è, i, o, ò, u[2]
- 1980 : Lluís el Sifoner[9]
- 1980 : Llavor d'esperança[29]
- 1981 : Som[9]
- 1982 : Calla, dimoni![9]
- 1986 : Setze jutges d'un jutjat[9]
- 2014 : Cançons al Riurau[5]

## Publications

### Poésie
- (ca) El barranc de les fonts, Editorial Lindes, coll. « Quaderns de poesia », 1977[2]
- (ca) 69, 2000[2]
- (ca) Dotze acoconades dotzlines, 2001
- (ca) Llegenda Hermenèutica de l'Augusta Serra Gelada, altrament coneguda com les Penyes de l'Albir, 2003[2]
- (ca) Els Riuraus Valencians, 2011
- (ca) El riurau. Cants d'exili interior, Editorial Germania, 2014 (ISBN 978-84-16044-37-5)

### Essais
- (ca) La València occitana, 1995[2]
- (ca) Analectes, Vicent Pons, 2003[2]
- (ca) Lluís Fornés Pérez-Costa, El pensament panoccitanista (1904-2004) en les revistes Occitania,oc, L'Amic de les Ats, Taula de Lletres Valencianes, Revista Occitana i Paraula d'Oc, Universitat de València, 2004 (présentation en ligne)[9]